# Danmarks Kommunistiske Ungdom (2009)
 Der er for få eller ingen kildehenvisninger i denne artikel, hvilket er et problem. Du kan hjælpe ved at angive troværdige kilder til de påstande, som fremføres i artiklen.

Danmarks Kommunistiske Ungdom (DKU), tidligere Ungkommunisterne, er en politisk organisation, som blev stiftet i Århus den 21. november 2009. DKU er en efterfølger af DKU – Danmarks Kommunistiske Ungdom, der blev opløst i 1990.
Aktivisme som udføres af DKU inkluderer deltagelse i diverse demonstrationer og markeringer.

## Organisation
Der er for få eller ingen kildehenvisninger i dette afsnit, hvilket er et problem. Du kan hjælpe ved at angive troværdige kilder til de påstande, som fremføres.

DKU blev stiftet i 2009 med navnet Ungkommunisterne. Efter organisationens genopstart i 2020, blev det ved generalforsamlingen i 2021 vedtaget, at navnet skulle ændres til Danmarks Kommunistiske Ungdom. DKU havde i sin stiftende fase omkring 30 medlemmer.
Indtil 2023 agerede DKU som “ungdommens platform” for unge kommunister i Danmark, både uorganiserede og unge medlemmer af de kommunistiske partier. De havde et officielt samarbejde med Danmarks Kommunistiske Parti, Kommunistisk Parti og det tidligere Kommunistisk Parti i Danmark, samt et uofficielt samarbejde med Arbejderpartiet Kommunisterne.
På den 3. generalforsamling i 2023 blev det besluttet, at medlemmer ikke kan have medlemskab i “konkurrerende organisationer”, eller andre organisationer som “praktiserer demokratisk centralisme i Danmark”. Dermed er DKU ikke længere en samlet ungdomsorganisation for de 3 Marxistiske-Leninistiske partier i Danmark, DKP, KP og APK.
Siden da, har DKU vedtaget på deres 4. kongres at tilslutte sig til Marxisme-Leninisme-Maoisme.

## Internationalt samarbejde
DKU blev i 2015 optaget som fuldt medlem af WFDY på paraplyorganisationens 19. generalforsamling i Havana.